# Картуш
Карту́ш (фр. cartouche, від італ. cartoccio — згорток) — прикраса у вигляді декоративного щита або напіврозгорнутого згортка з надірваними краями, обрамленого завитками або пишним орнаментом, на якому розміщують герби, емблеми тощо.

## Історія

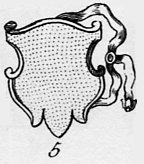
Тарч

Прикраса перейшла спершу в геральдику, а згодом — в архітектуру з практики лицарських турнірів.
У Західній Європі картуш став основою герба незадовго після того, як з бойового вжитку вийшли лицарські щити, продовжуючи уже стійку традицію: у його поле перейшли усі гербові фігури з поля бойового щита.
Удосконалення бойових і турнірних обладунків привело до заміни щита тарчем — щитком невеликого розміру, що кріпився на ремені до лівого плеча лицаря і був прикрашений його гербом, а з втратою і ним бойового значення став мішенню для удару списом на турнірному полі. Розбиті і розкраяні списами краї турнірних тарчів стали основою для художньої фантазії епохи бароко, і лицарський герб почали представляти уже не на бойовому щиті, а в полі тарча довільної форми, обрамленого стрічками, квітковими гірляндами, листям або елементами архітектурного декору.
Зображення герба на картуші часто є архітектурним елементом споруд (див. Картуш (архітектура)).

## В українській геральдиці

Картуш, поширений для муніципальних і територіальних гербів України

Українським геральдичним товариством було запропоновано вживання для муніципальних і територіальних гербів України декоративного барокового картуша (мал. справа). Колір картуша може бути золотим або ж вохристим.